# میودراگ پانتلیچ
میودراگ پانتلیچ (صربی: Miodrag Pantelić؛ زادهٔ ۴ سپتامبر ۱۹۷۳) بازیکن سابق و مربی فوتبال اهل صربستان است.
از باشگاه‌هایی که در آن بازی کرده‌است می‌توان به باشگاه فوتبال ستاره سرخ بلگراد، باشگاه فوتبال بیجینگ گوان، باشگاه فوتبال دالیان هایچانگ، باشگاه فوتبال لفسکی صوفیه، و باشگاه فوتبال وویوودینا اشاره کرد.
وی همچنین در تیم ملی فوتبال صربستان و مونته‌نگرو بازی کرده‌است.